# Greg Page
Greg Page, född 25 oktober 1958 i Louisville, USA, död 27 april 2009 i Louisville, Kentucky, USA, var en amerikansk boxare, känd som WBA:s världsmästare i tungviktsboxning från december 1984 till april 1985 då han förlorade titeln i sitt första försvar.
Page, senare en regelbunden sparringpartner till Mike Tyson, besegrade under sin långa karriär boxare som Gerrie Coetzee, James Tillis, Alfredo Evangelista, James "Bonecrusher" Smith och Tim Witherspoon.
Page är känd som en av fyra tungviktsvärldsmästare födda i Louisville, Kentucky. De övriga tre är Marvin Hart, Jimmy Ellis och Muhammad Ali.

## Som amatör
Efter en kort tid med en tränare i södra Indiana startade Page sin riktiga skolning till boxare vid 15 års ålder under ledning av Leroy Emerson vid Louisville Parks Department gym. Han kom tidigt till allmänhetens kännedom när han sparrade flera ronder med den ikoniska Muhammad Ali.
Året 1976, vid ett "tungviktsmästerskap" mellan USA och Sovjet i Las Vegas, tog Page en stor och uppmärksammad seger när han besegrade Igor Vysotskij, en hårtslående ryss som två gånger besegrat den trefaldiga olympiska guldmedaljören och legendariska kubanen Teófilo Stevenson. Page vann sedan det nationella tungviktsmästerskapet år 1977 och året därpå upprepade han bedriften. Dessutom vann han 1978 den prestigefyllda titeln som mästare i tungviktsklassen på National Golden Gloves.
Page vann under sin amatörkarriär 94 segrar. Antal förlorade matcher stannade vid siffran 11.

## Proffskarriären
Page blev proffs i februari 1979 och slog i Commonwealth Convention Center i Louisville i sin första match ut Don Martin i andra ronden. Han fortsatte sedan med 13 raka segrar, 12 genom knockout. Den enda som gick tiden ut med Page var George Chaplin som besegrades genom ett majoritetsbeslut efter 10 ronder.

### Liten titel med chans på större
Page arbetade sig stadigt framåt och uppåt på rankningen och vann i februari 1981 den vakanta tungviktstiteln hos USBA efter en sjuronders TKO mot Stan Ward. Efter att ha slagit ut Marty Monroe och Alfredo Evangelista vann Page ett returmöte med George Chaplin vilket han senare följde upp med att slå Scott LeDoux via knockout i den fjärde ronden.
Page behöll sitt USBA-bälte efter en enhällig poängseger över Jimmy Young 2 maj 1982 varpå han följande månad mötte Trevor Berbick på en gala i Caesars Palace i Las Vegas. Efter att ha boxats med en bruten tumme från den andra ronden förlorade nu Page för första gången som professionell, detta på ett enhälligt domarbeslut efter 10 ronder.
Page kom dock tillbaka för att försvara USBA-bältet mot James "Quick" Tillis i november 1982. Efter att i den andra ronden ha blivit nedslagen för första gången i sin karriär vände Page på matchen och slog Tillis KO i rond 8. I maj 1983 försvarade han sin USBA-titel ytterligare en gång genom att slå Renaldo Snipes över tolv ronder för att ta sig fram som WBC:s utmanare nr 1. Den kommande motståndaren, WBC-mästaren Larry Holmes, avsade sig dock sin titel på grund av tvister med organisationen och accepterade istället mästartiteln hos nybildade IBF.
Följden blev att Page ändå fick sin match om VM-titeln, den nu vakanta, mot Tim Witherspoon i mars 1984. Missnöjd och i bråk om ersättning med promotorn Don King hade Page gått i strejk under uppladdningen och var därför inte i form när matchen väl skulle gå av stapeln. Witherspoon vann därpå, en ändå jämn match, VM-titeln efter ett 12-ronders majoritetsbeslut. Efter matchen menade en upprörd Page att han nu "var färdig med allt" och att boxningen "inte var värd" uppoffringen. Det hela slutade dock med att Page fortsatte att boxas men sparkade sin tränare Leroy Emerson.

### Världsmästare i Sun City
Page återvände i augusti samma år, nu med nya tränaren Janks Morton, för att boxas mot den obesegrade David Bey; en match som dock gav honom den andra förlusten i rad när Bey vann på ett enhälligt beslut. När samme Bey sedan vägrade att möta regerande WBA-mästaren, sydafrikanen Gerrie Coetzee, på dennes hemmaplan i Sun City på grund av landets apartheidpolitik, fick Page istället chansen i en match som bestämdes till 1 december 1984. Coetzee, en av 1980-talets mer hårdslående boxare, var favorit till att behålla titeln men Page boxades utmärkt och hade mästaren nere två gånger innan han i den åttonde ronden slog honom knockout för att bli ny världsmästare.
Dock verkade inte allt ha gått rätt till. Coetzees läger protesterade mot att den sista ronden varit för lång och att gonggongen ljudit för rondslut medan domaren höll på att räkna. Faktum är att ronden verkligen var för lång, cirka 50 sekunder, men WBA godkände det hela och bekräftade Page som ny världsmästare efter KO-seger i rond 8. Coetzee och hans läger krävde då en snar returmatch. Istället skrev Page kontrakt med Tony Tubbs som han under amatörtiden hade besegrat ett flertal gånger.
Matchen mot Tubbs gick i Buffalo, New York, 29 april 1985. Efter sex vinster av sju möjliga under amatörtidens möten de båda emellan var Page stor favorit att behålla sin titel, men Tubbs trotsade oddsen och vann VM-titeln efter ett enhälligt 15-ronders domarbeslut. För att strö salt i såren på den detroniserade mästaren blev hans hotellrum utsatt för inbrott där hans mästarbälte, en 13 000 dollars-klocka och en minkpäls värd 10 000 dollar försvann.

### På väg ner
Page var i januari 1986 tillbaka i ringen för ett möte med James "Buster" Douglas där den senare vann en enhällig poängseger. I juni samma år deltog Page i en tungviktsturnering i Inglewood, Kalifornien. Dock dök han upp i allt annat än god form, vägande 110 kg, för att möta Mark Wills i en match över tio ronder. Page slogs ner i rond 1 efter en skur av slag, men reste sig och slog sedan ner Wills i den följande ronden. I sjätte ronden stack Page i en gest ut tungan mot Wills som omedelbart replikerade med en uppercut som fick Page att bita sig i den utstickande kroppsdelen som sedan skulle blöda ymnigt för resten av matchen. Page valde sedan att kliva av innan tionde rondens början. Detta sågs av pressen som slutet på Pages karriär. Dock skulle han i själva verket arbeta sig tillbaka och gå flera stora matcher.
Page blev under slutet på 1980-talet en regelbunden sparringpartner för klassens dominant, den obestridde världsmästaren Mike Tyson, och fick även gå några matcher på samma galor som denne. Innan Tysons chockförlust till Buster Douglas i februari 1990 slog Page under ett offentligt sparringpass Tyson i golvet vilket orsakade stor uppståndelse. Oavsett händelsen, och mer på sina matchmeriter, sågs Page nu ändå åter vara en möjlig framtida titelkandidat. Dock stoppades planerna efter hans förlust i maj 1990 i ett returmöte med Mark Wills. Efter att ha vägt in på för Page rekordlåga 99 kg tycktes han ha förlorat i styrka och i den sjätte ronden bröt domaren matchen efter att Wills fällt sin motståndare med ett enda mäktigt högerslag.
13 år in på en lång proffskarriär var Page då förbi sin topp. Han fortsatte dock att boxas och i februari 1992 mötte han den hårdslående jamaicanen Donovan "Razor" Ruddock som precis mött Tyson i två jämna matcher. Ruddock, som nu efter Tysons våldtäktsdom och fängelsevistelse sågs som en av de mera fruktade tungviktarna i världen, hade dock ingen lätt uppgift mot Page som höll emot bra. Detta ända fram till den åttonde ronden då domaren stoppade Page från att fortsätta efter en slagserie från Ruddock.
Efter att ha besegrat tidigare WBA-tungviktsmästaren James "Bonecrusher" Smith på ett enhälligt beslut blev Page matchad mot förre WBO-mästaren Francesco Damiani i september 1992. I en jämn match förlorade Page två poäng för att upprepade gånger ha tappat sitt tandskydd. Avdragen kostade honom ett oavgjort resultat då samtliga domare till sist hade italienaren som vinnare med två poängs marginal.
Efter att ha därefter ha vunnit tre raka matcher på knockout mötte Page framtida världsmästaren Bruce Seldon i augusti 1993. Page stoppades i den nionde ronden och meddelade senare att han nu skulle lägga handskarna på hyllan.

### Tränare i comeback
Efter pensioneringen började Page att arbeta som boxningstränare. Han jobbade bland annat med Oliver McCall och befann sig i dennes ringhörna då han i september 1994 överraskande slog Lennox Lewis KO för att vinna WBC-titeln i tungvikt. Page var också på plats i det omtalade returmötet Lewis-McCall då den senare i ett mentalt förvirrat tillstånd vägrade försvara sig; vädjande till McCall att "inte göra så här mot dig själv".
Page fortsatte under flera år att utbilda boxare men rastlösheten i honom växte: "Jag tränade boxare för att de skulle möta killar som jag själv kunde slå". Följdriktigt var Page tillbaka i ringen i maj 1996 då han slog Robert Jackson KO i den första ronden. Han radade sedan upp 16 raka matcher utan förlust innan han i oktober 1998 förlorade till den obesegrade Monte Barrett.
Efter att förlorat på ett tvivelaktigt domarbeslut mot nykomlingen Artis Pendergrass gick Page en returmatch mot Tim Witherspoon i juni 1999. 40-årige Page hade Witherspoon nere för räkning i första ronden för att sedan stå som vinnare då den ett år äldre Witherspoon slitit av en muskel i ryggen och inte kunnat komma ut för den åttonde ronden.
Page gick sedan 2-2 i sina nästa fyra matcher och var väl förbi sin karriärtopp men fortsatte ändå att boxas då han behövde pengar. 1998 ansökte han om personlig konkurs, hävdande en skuld på 50 000 dollar. År 2000 fick han sitt första nio-till-fem-jobb bestående av målning av tandläkarutrustning på Whip-Mix Corp i hemstaden Louisville.

### Skadan som ändrade allt
Trots ett "vanligt" jobb lade Page inte helt av med boxningen. Den 9 mars 2001 mötte han Dale Crowe på Peel's Palace i Erlanger, Kentucky för ett arvode på 1500 dollar. Med 10 sekunder kvar av matchen gjorde Crowe ett sista utfall i vilket han lyckades få in en träff mot Pages haka för att sedan knuffa honom bakåt. Page föll mot repen, gled ner, räknades ut av domaren och förblev sedan liggande i samma position. Det som senare följde var kaos och blev till en skandal. Ingen ambulans, sjukvårdspersonal eller syrgas, allt som enligt lagen skulle finnas på plats, var det inte. Ringsideläkaren, som vid tiden för matchens slut hade lämnat lokalen, hade inte tillstånd att praktisera i Kentucky och var avstängd i Ohio. Tjugotvå minuter förflöt innan en ambulans dök upp.
Page fördes till akuten på St Lukes hospital där en datortomografi visade en stor massa som bildats av blödningen i hans huvud. Han transporterades därefter till universitetssjukhuset i Cincinnati där han under ett kirurgiskt ingrepp drabbades av en stroke som gjorde honom förlamad i vänster sida av kroppen. Page var därefter i koma i nästan en vecka. Under återstoden av sitt liv fick Page många komplikationer beroende på sin skada då han lades in på sjukhus ett flertal gånger för bland annat lunginflammation, akut andningssvikt, blodförgiftning, hypotermi och kramper.
Page lämnade in en stämningsansökan mot staten Kentucky vilken under 2007 löstes utanför domstol för 1 200 000 dollar i kompensation till Pages fördel. Som en del av uppgörelsen namngavs de nya säkerhetsföreskrifter inom boxningen staten föregående år hade antagit till "Greg Page Safety Initiative".

## Pages död
Tidigt på morgonen 27 april 2009 dog Greg Page hemma i Louisville. Hans död var förenligt med positionsasfyxi, en oförmåga att andas på grund av kroppsställning. "Han hade en sjukhussäng hemma, och han gled ut, som han har gjort tidigare", menade Jefferson Countys vice undersökningsledare. "Hans huvud satt fast mellan skenan och sängen."
Omkring 100 vänner, familj och fans samlades på Our Lady of Mount Carmel för hans begravning. Bland tårar, gospel och känslomässiga tal fanns också meddelanden från senator Gerald Neal som berömde Pages "tappra kamp" och från Louisvilles borgmästare som menade att Pages arv skulle leva vidare.

### Webbsidor
Page på Boxrec